# Léon Vachet
Pour les articles homonymes, voir Vachet.
Léon Vachet, né le 29 décembre 1932 à Châteaurenard et mort le 11 novembre 2010 à Avignon, est un homme politique français.

## Biographie
Membre de l'UMP et député depuis 1988, il a été battu le 17 juin 2007 par Bernard Reynès, également de l'UMP, qui avait suspendu son adhésion le temps de l'élection.
Après son décès, le 11 novembre 2010, Jean-Claude Gaudin, maire de Marseille, salue « un défenseur intransigeant de l'agriculture française ».

## Synthèse des mandats
- 17/03/1986 - 22/03/1992 : membre du conseil régional de Provence-Alpes-Côte d'Azur
- 13/06/1988 - 01/04/1993 : député des Bouches-du-Rhône
- 23/03/1992 - 15/03/1998 : membre du conseil régional de Provence-Alpes-Côte d'Azur
- 02/04/1993 - 21/04/1997 : député des Bouches-du-Rhône
- 01/06/1997 - 18/06/2002 : député des Bouches-du-Rhône
- 15/03/1998 - 28/03/2004 : membre du conseil régional de Provence-Alpes-Côte d'Azur
- depuis le 28/03/2004 : membre du conseil régional de Provence-Alpes-Côte d'Azur
- 19/06/2002 - 19/06/2007 : député des Bouches-du-Rhône

## Décorations
- Officier de la Légion d'honneur (2008)[2]
- Officier de l'ordre du Mérite agricole